# Plac Sokratesa Starynkiewicza w Warszawie

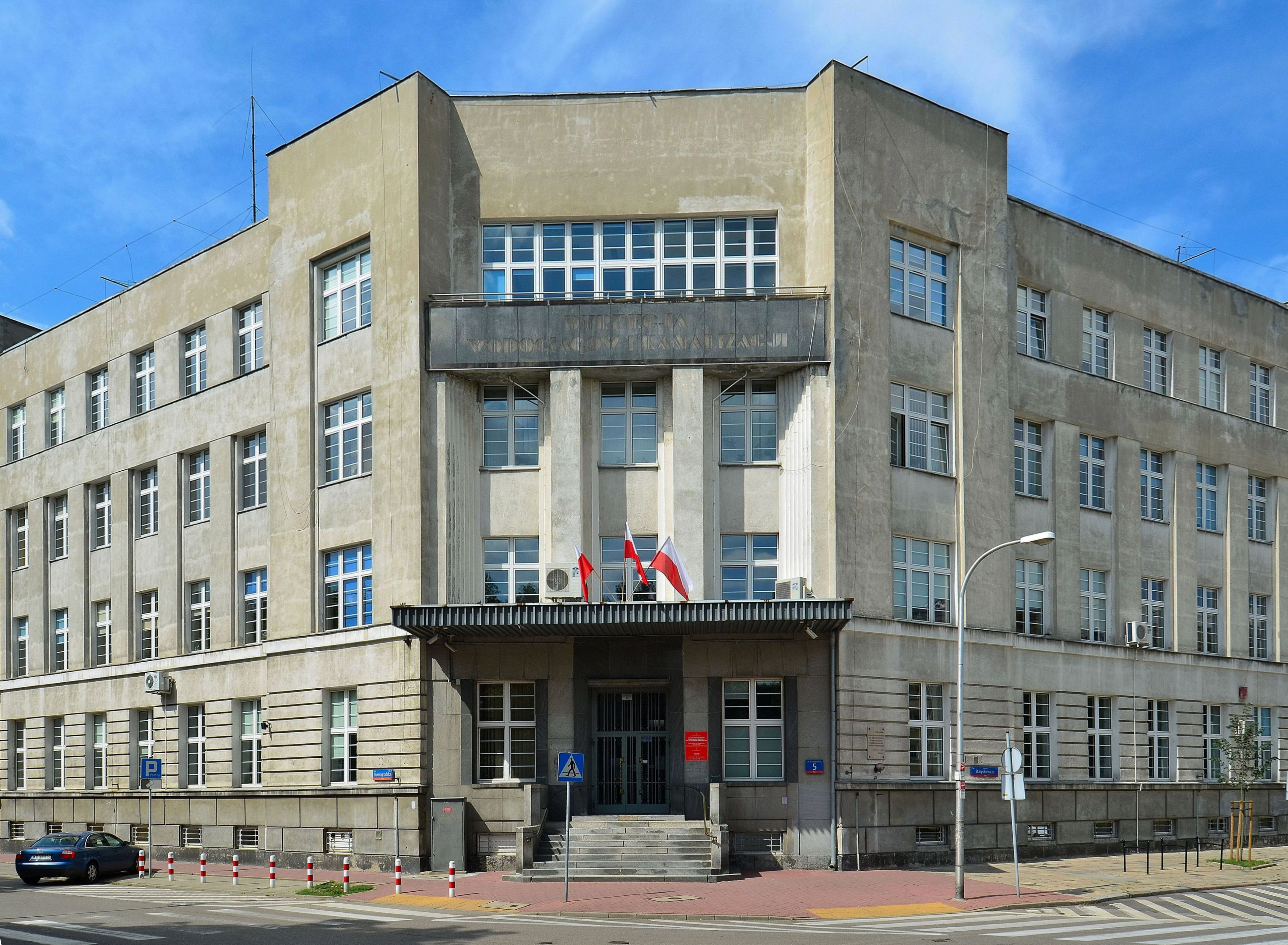
Gmach Dyrekcji Przedsiębiorstwa Wodociągów i Kanalizacji (nr 5)

Plac Sokratesa Starynkiewicza – plac znajdujący się w dzielnicy Ochota w Warszawie.

## Opis
Na niektórych planach nazwę plac Starynkiewicza nosi północna część szeroko rozumianego placu, przylegająca do Alej Jerozolimskich, a część południowa, przy ul. Nowogrodzkiej, jest określana jako skwer Alfonsa Grotowskiego. Ich wschodnią pierzeją jest ul. Lindleya. W serwisach geodezyjnych nazwę plac Starynkiewicza noszą działki położone na zachodnim skraju szeroko rozumianego placu (nr 7 i 23), rozciągające się od ulicy Koszykowej do Alej Jerozolimskich, nakładając się częściowo na ulicę Nowogrodzką i tylko na północno-wschodnim krańcu sąsiadując z ulicą Lindleya. Nazwę skwer Alfonsa Grotowskiego nosi pięcioboczna działka nr 34 położona między tak wytyczonym placem Starynkiewicza, ulicą Nowogrodzką, Lindleya, Oczki i Koszykową. W tym wyznaczeniu większa część pętli tramwajowej znajduje się nie w obrębie placu, lecz między nim a ulicami Lindleya i Nowogrodzką. Adresy placu mają jedynie budynki położone po jego zachodniej części, podczas gdy na budynki położone na wschód mają numerację ulicy Lindleya.

## Historia
Od 1842 przez późniejszy teren placu przebiegała ul. Żelazna. Plac wytyczono w 1893. W tym samym roku nadano mu nazwę, upamiętniając zasłużonego dla Warszawy Sokratesa Starynkiewicza, pełniącego w latach 1875–1892 obowiązki prezydenta miasta. Przed utworzeniem placu, w 1892 nazwę Sokratesa Starynkiewicza nadano czasowo ul. Filtrowej.
W 1902 po wschodniej stronie placu zbudowano Szpital Dzieciątka Jezus. Przy szpitalu, symetrycznie wzdłuż skrzydeł frontowego gmachu administracyjnego, w 1902 zakończono budowę kaplicy Dzieciątka Jezus oraz cerkwi Matki Boskiej Nieustającej Pomocy. Świątynię prawosławną rozebrano w okresie międzywojennym.
W 1926 przez plac przeprowadzono tory Warszawskiej Kolei Dojazdowej. W latach 1928–1930 pod nr 5 wzniesiono monumentalny gmach Dyrekcji Przedsiębiorstwa Wodociągów i Kanalizacji, zaprojektowany pierwotnie przez Stefana Szyllera w stylu klasycyzmu akademickiego, a po katastrofie budowlanej spowodowanej błędami konstrukcyjnymi dokończony według zmienionego projektu Romualda Millera jako obiekt modernistyczny.
W 1933 nazwę południowego odcinka ul. Żelaznej, tworzącego wschodnią pierzeję placu, przemianowano na ul. Williama Heerleina Lindleya.
W latach 1936–1936 na rogu placu Starynkiewicza (nr 7) i Alej Jerozolimskich wzniesiono Dom Turystyczny zaprojektowany przez Władysława Borawskiego. Należącym do miasta nowoczesnym budynkiem zarządzał Związek Propagandy Turystycznej m.st. Warszawy. Pełnił on funkcję hotelu turystycznego dla odwiedzających stolicę wycieczek (głównie młodzieży szkolnej). Większość pomieszczeń stanowiły pokoje 4-osobowe, a na każdym piętrze znajdowały się także dwa pokoje 2-osobowe dla prowadzących wycieczki. Gmach był miejscem ciężkich walk podczas powstania warszawskiego. Poważnie uszkodzony, został odbudowany w 1947. Z uwagi na bliskość drukarń i budowanego Domu Słowa Polskiego ulokowano w nim redakcje gazet i agencji prasowych. Mieściły się w nim m.in. redakcje dzienników: „Trybuny Ludu”, a później – „Rzeczpospolitej”.
W 1936, w 50. rocznicę uruchomienia Stacji Filtrów, na placu założono Skwer im. Alfonsa Grotowskiego. Nadana w grudniu 1936 nazwa upamiętnia twórcę Wodociągu Praskiego Alfonsa Grotowskiego. Na skwerze umieszczono pamiątkowy głaz wydobyty podczas prac kanalizacyjnych.
Zabudowa placu Starynkiewicza ocalała w czasie II wojny światowej. 15 września 1945 pomiędzy placem a Okęciem uruchomiono pierwszą po wojnie w lewobrzeżnej Warszawie linię tramwajową.
W północnej części placu znajduje się pętla tramwajowa, używana incydentalnie (np. dla obsługi linii turystycznych).

## Ważniejsze obiekty
- Szpital Kliniczny Dzieciątka Jezus (ul. Lindleya 4)
- Kościół Dzieciątka Jezus
- Obelisk przy ulicy Lindleya
- Klinika Położnictwa i Ginekologii Warszawskiego Uniwersytetu Medycznego (nr 1/3)
- Pierwszy oraz Trzeci Urząd Skarbowy Warszawa-Śródmieście (nr 14)